# Anna Grodzka
Anna Grodzka, née le 16 mars 1954 à Otwock (non loin de Varsovie), est une militante et femme politique polonaise, cofondatrice de la Fondation Trans-Fusion, députée à la Diète de Pologne (Sejm) de 2012 à 2015. Lors de son élection, elle devient la première femme trans à devenir députée dans un pays européen.
Elle fait des études de psychologie clinique à l'université de Varsovie. Pendant ses études, elle est membre de l'Association des étudiants polonais, proche du Parti ouvrier unifié polonais au pouvoir. Sa carrière professionnelle se déroule dans le monde de l'édition (notamment Alma Press) et de la culture (radio, production cinématographique). Elle appartient à des organisations de gauche comme la social-démocratie de la République de Pologne (SdRP) puis l'Alliance de la gauche démocratique (SLD).
En liaison avec sa transition de genre, aboutie en 2010, elle est engagée publiquement en faveur des questions de libertés pour les homosexuels, bisexuels et personnes transgenres et rejoint le Mouvement Palikot, dont elle devient une des députés lors des élections législatives de 2011, pour une circonscription de Cracovie.
En juin 2014, Anna Grodzka change d'affiliation politique et rejoint Les Verts.

## Biographie
Anna Grodzka naît le 16 mars 1954 à Otwock et est assignée homme à la naissance.. Elle est adoptée peu de temps après. 

### Études
Anna Grodzka est diplômée en psychologie clinique de l'université de Varsovie. Elle obtient le grade militaire de sergent-chef et le poste d'aspirant de réserve,. Pendant la république populaire de Pologne (NPD, 1952-1989), elle milite dans l'Association des étudiants polonais (notamment en tant qu'instructeur politique pour les jeunes cadres) et dans le Parti ouvrier unifié polonais (PZPR), notamment en prenant la parole lors de l'état de siège). 

### Carrière professionnelle
À partir de 1980, elle est employée à plein temps par ZSP[Quoi ?], et en 1984, elle est embauchée chez Alma Press,. En 1986, elle en devient la directrice. Mi-1986, elle effectue un voyage à Cuba avec la brigade de la jeunesse polonaise.
En 1989, elle dirige sa propre entreprise dans l'industrie de l'édition, de la publicité et de la polygraphie. Elle est également productrice exécutive de la deuxième saison de la série Defekt en 2005.[réf. nécessaire]
En 2003-2006, elle siège au conseil d'administration de Radio dla Ciebie.
Initialement membre de la Social-démocratie de la République de Pologne, elle rejoint en septembre 2011 l'Alliance de la gauche démocratique à Varsovie. Elle a également rejoint l'Association Ordynacka.

### Parcours politique

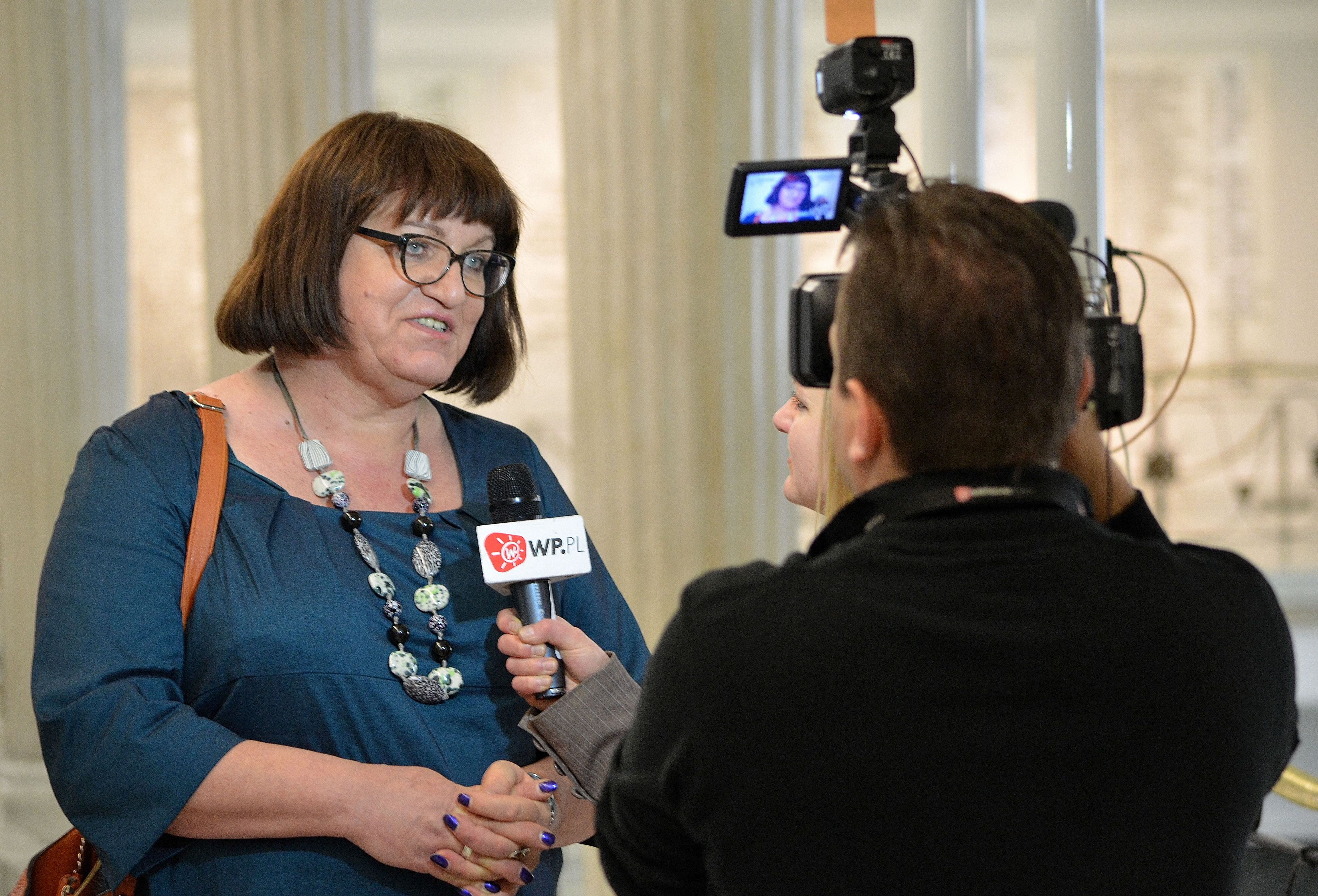
Anna Grodzka interviewée dans le bâtiment du Sejm en 2013.

Anna Grodzka se présente sans succès aux élections municipales de 1998, puis au conseil régional de Mazovie sur la liste de l'Alliance de la gauche démocratique.
En 2011, elle est candidate aux élections législatives. Elle figure en première place sur la liste électorale du Mouvement Palikot dans le district de Cracovie (à la suite de cela, elle est exclue du parti SLD en septembre 2011). Elle est élue députée, obtenant 19 451 voix. Elle devient ainsi la première personne ouvertement trans en Pologne et en Europe à être élue à un parlement national,,,.
Elle devient vice-présidente du groupe parlementaire du Mouvement Palikot, vice-présidente du comité Culture et Médias, membre du comité parlementaire sur la justice et les droits de l'homme et vice-présidente du groupe parlementaires des femmes,. Pendant son mandat, elle rejoint le parti Twój Ruch (TR). En juin 2014, elle change à nouveau de parti pour adhérer aux Verts, tout en restant membre du groupe parlementaire TR. Elle en est pourtant exclue le 23 septembre de la même année.
Elle est à l'origine d'une loi sur le changement de genre mais qui reçoit le véto du président Andrzej Duda.
Anna Grodzka a déclaré sa candidature à l'élection présidentielle de 2015, mais elle n'a pas réussi à recueillir les 100 000 signatures de soutien lui permettant de prendre part au scrutin. Elle quitte les Verts après un an. Elle ne se représente pas aux élections législatives de 2015. Elle a été classée par l'hebdomadaire Polityka comme l'une des dix « meilleurs députés » de la septième législature du Sejm.

### Militantisme

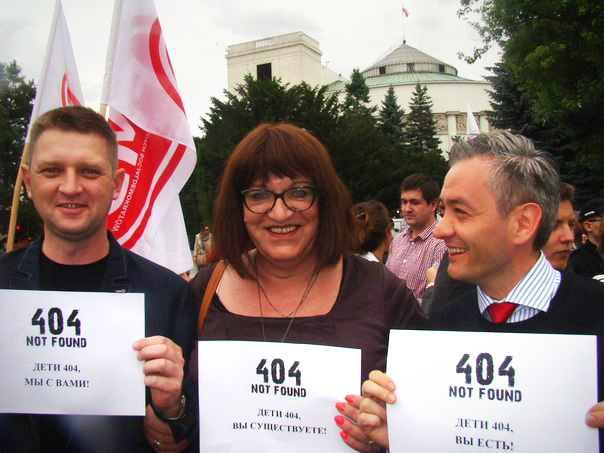
Andrzej Rozenek, Anna Grodzka et Robert Biedroń lors de la campagne de soutien aux enfants homosexuels en Russie (2013).

En 2008, elle a participé à la création de la Fondation Trans-Fusion (Trans-Fuzja). Cette organisation s'est fixé comme objectifs la diffusion des connaissances sur les trans, ainsi que l'adoption de mesures en faveur des personnes transgenres et travestis. De 2009 à 2011, elle en est la présidente. Plus tard, elle devient la présidente du conseil de la fondation.
Fin 2011, elle devient vice-présidente de la Commission du dialogue social pour l'égalité de traitement sous la présidence de la capitale Varsovie[pas clair]. Elle est également membre du Conseil de la fondation des journalistes sociales[style à revoir] et membre du conseil de programme[style à revoir] du Congrès de l'Association des femmes. En 2012, elle figure parmi les fondateurs de la Fondation LGBT Business Forum. Elle a enfin cofondé et est devenue présidente de la Société pour le développement social durable Społeczeństwo FAIR.

## Récompense
La fondation Isabelle Jarugi-Nowackiej lui a décerné le prix Okulary Równości en 2012.

## Vie privée
Anna Grodzka est une femme transgenre. Assignée homme à sa naissance, elle portait les prénoms Krzysztof Bogdan,,,, et le nom de famille Bęgowski,. Dans l'enfance, elle a été adoptée par Józef et Kazimiera, ce qu'elle a appris en 2007,. Elle raconte avoir senti dès l'enfance un décalage entre son genre ressenti et celui, masculin, qui lui avait été assigné à sa naissance. Elle subit notamment des moqueries et brimades à l'école, car jugée pas suffisamment virile par certains élèves. Elle indique que le lycée a été pour elle une période plus épanouissante.
Elle se marie à une femme à la fin des années 1970, et a un enfant avec elle. Après deux ans de suivi médical, dans les années 1980, le corps médical lui annonce qu'elle peut commencer une transition de genre. Néanmoins, face au refus de sa compagne de la soutenir dans cette démarche, elle décide de rester dans une identité masculine pendant près de 20 ans.
En 2003, elle est atteinte d'un cancer du rein.
Sa compagne demande le divorce, qui est effectif en 2007,,. À la suite de sa séparation, Anna Grodzka commence sa transition de genre. Son fils issu de son mariage a 23 ans à ce moment-là. Lors de sa demande de changement d'état civil en décembre 2007, elle découvre qu'elle a été adoptée. Elle retrouve sa famille biologique quelque temps plus tard.
Elle commence une transition hormonale, obtient le changement de son état civil et réalise une chirurgie de réattribution sexuelle dans une clinique de Bangkok. Un documentaire produit en 2010 par HBO est consacré à sa transition de genre.
En 2013, elle publie un livre autobiographique, Mam na imię Ania (Mon nom est Anna).